# سن-ژییوه
شهر سن-ژییوه (به فرانسوی: Sint-Gillis-Waas) در شهرستان سن‌نیکلا  در استان فلاندری شرقی  در منطقه فلاندری در کشور بلژیک واقع شده‌است.